# Georg Styrbro
Georg Styrbro (født 27. oktober 1942 i Aalborg) er en dansk civilingeniør og forhenværende administrerende direktør.
Han er student fra Aalborghus Statsgymnasium 1961 og uddannede sig herefter til civilingeniør (stærkstrøm) fra Danmarks Tekniske Højskole i 1967. Samme år blev han ansat ved Elsam, hvor han arbejdede med transmissionsopgaver.
I 1977 blev Styrbro direktionssekretær og efterfulgte i 1984 Erik Leif Jakobsen som administrerende direktør for Elsam. Ved en opdeling af Elsam i Elsam A/S (produktion) og Eltra (elsystem og transmission) i 1998 blev Georg Styrbro administrerende direktør i Eltra.
Han har repræsenteret dansk elforsyning i Nordel og i europæiske elforsyningsorganisationer. 